# Эпуас
Эпуа́с (фр. Époisses) — коммуна во Франции, находится в регионе Бургундия. Департамент коммуны — Кот-д’Ор. Входит в состав кантона Семюр-ан-Осуа. Округ коммуны — Монбар.
Код INSEE коммуны — 21247.

## Население
Население коммуны на 2010 год составляло 783 человека.
| 1962 | 1968 | 1975 | 1982 | 1990 | 1999 | 2010 |
| ---- | ---- | ---- | ---- | ---- | ---- | ---- |
| 619  | 696  | 702  | 820  | 794  | 721  | 783  |

## Экономика
В 2010 году среди 472 человек трудоспособного возраста (15—64 лет) 346 были экономически активными, 126 — неактивными (показатель активности — 73,3 %, в 1999 году было 71,9 %). Из 346 активных жителей работали 312 человек (167 мужчин и 145 женщин), безработных было 34 (18 мужчин и 16 женщин). Среди 126 неактивных 41 человек были учениками или студентами, 59 — пенсионерами, 26 были неактивными по другим причинам.

## История

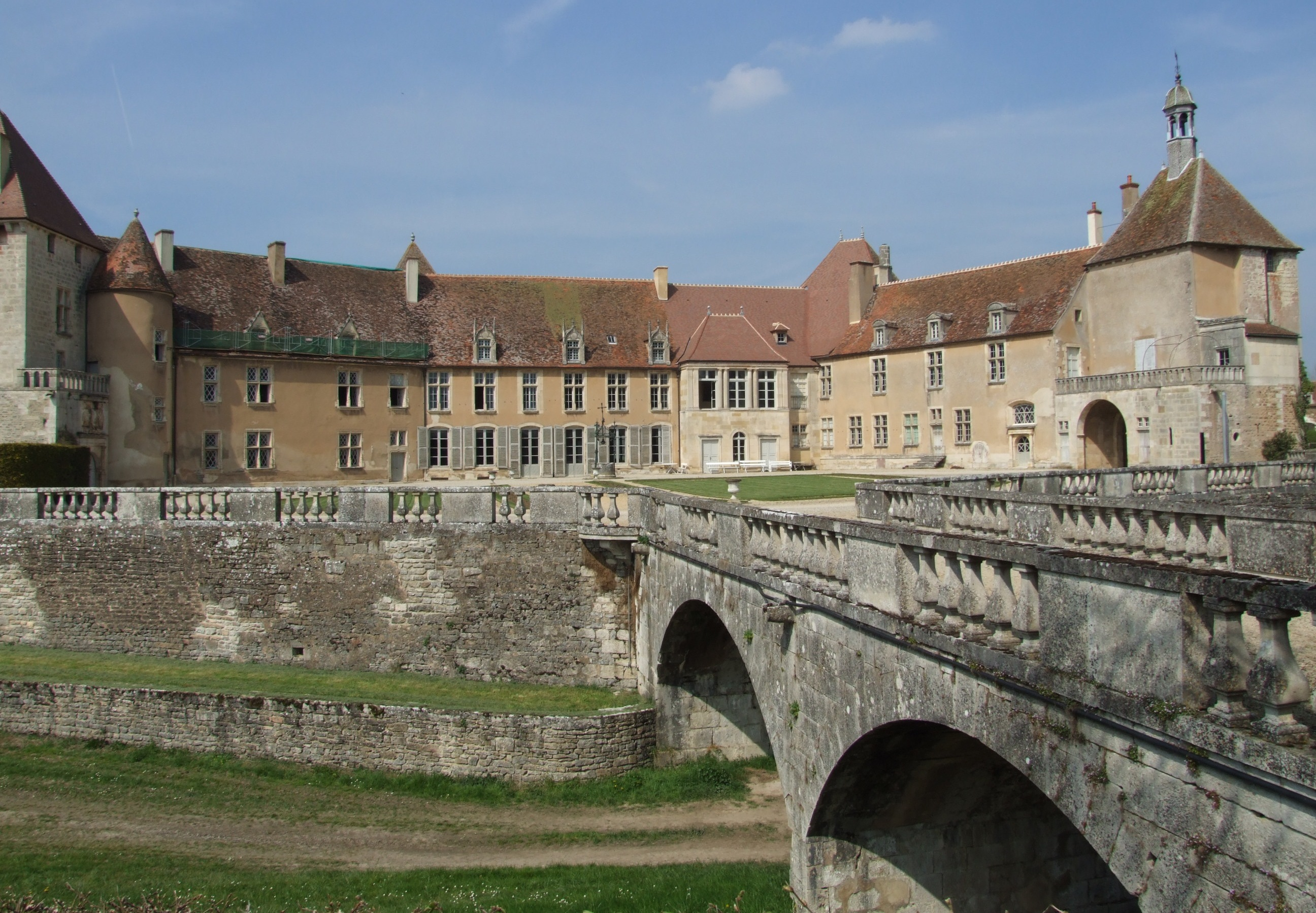
Замок Эпуас, описанный в некоторых письмах Мадам де Севинье

## Известные люди, связанные с Эпуасом
Мадам де Севинье описала в своих письмах замок Эпуас, который арендовал в то время её близкий друг маркиз де Guitaut. Их переписка до сих пор хранится в замке.